# Filetage d’artillerie

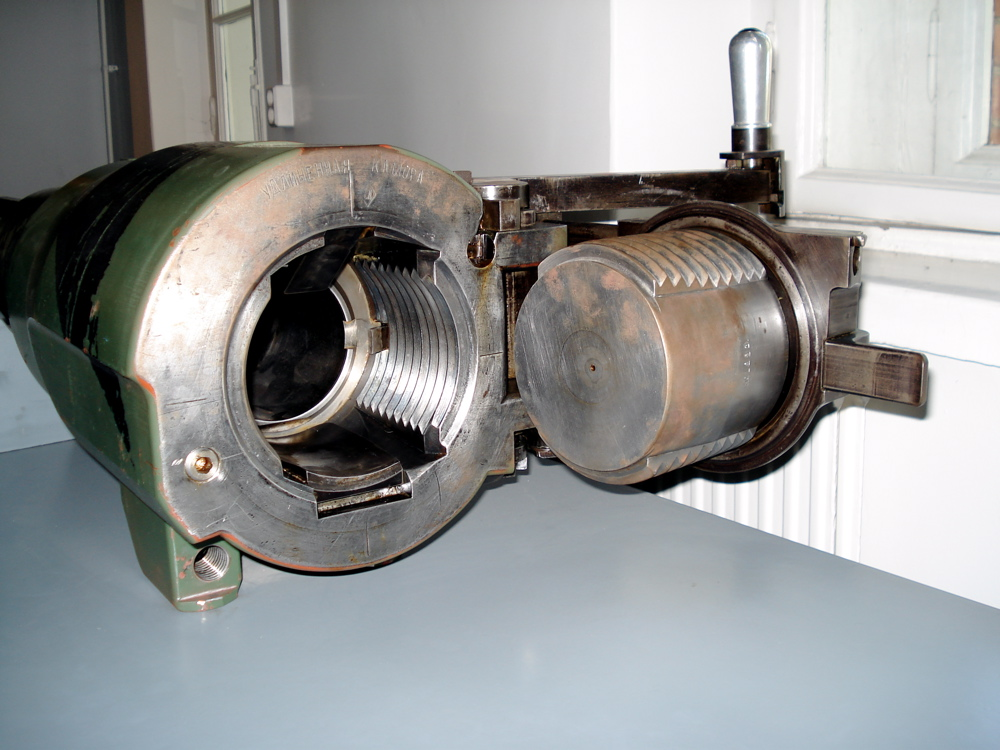
Culasse d'un canon de 122 mm.

Le pas de vis à filet d'artillerie est conçu pour des composants soumis à des impacts violents et répétitifs, tels que le filetage interrompu des culasses de pièces d'artillerie, le filetage anti-recul des volets équipant les concasseurs, ou le filetage sur certaines vannes à très haute pression.
Les contraintes et les chocs sont absorbés par les faces verticales en relation avec l'axe de la pièce.

## Caractéristiques

### Filet incliné à 45°
Pour les filetages supérieurs à 1 mm
- P = pas de vis
- D = diamètre de la vis
- da = diamètre d’alésage de l’écrou = D - 1,624 P
- h = hauteur des filets = 0,812 P

### Filet incliné à 30°
Pour les filetages inférieurs à 1 mm
- P = pas de vis
- D = diamètre de la vis
- da = diamètre d’alésage de l’écrou = D - 2,814 P
- h = hauteur des filets = 1,407 P